# Distretto di Tala wa Barfak
Il distretto di Tala Wa Barfak è un distretto dell'Afghanistan appartenente alla provincia di Baghlan. Viene stimata una popolazione di 15 125 abitanti (stima 2016-17).